# De Nieuwe Leeuw
De Nieuwe Leeuw  (DNL) is een politieke partij in Suriname. De partij werd in 2012 opgericht met als partijleider Dharm Mungra.

## Geschiedenis
Aan de basis van De Nieuwe Leeuw liggen 303 kernen die in februari 2012 uit de Basispartij voor Vernieuwing en Democratie (BVD) zijn gestapt. Dit gebeurde na een vertrouwensbreuk tussen ondervoorzitter Dharm Mungra en voorzitter Dilip Sardjoe en de achterban van beide. De nieuwe leeuw in de naam van de partij verwijst naar de leeuw als symbool van de BVD. Tijdens de verkiezingen van 2010 kreeg de BVD landelijk nog 13.000 kiezers achter zich. Enkele weken later stapten ook nog het afdelingsbestuur en zestig kernen van de BVD Nickerie over naar DNL. Nadat Sardjoe vervolgens overstapte naar de NDP van Desi Bouterse, zouden volgens Mungra opnieuw leden van de BVD zijn overgestapt naar DNL. In september 2012 werd een nieuw bestuur gekozen en het interim-voorzitterschap van Mungra werd later omgezet naar definitief.
Tijdens de verkiezingen van 2015 maakte DNL deel uit van de alliantie Mega Front, waar Mungra ook voorzitter van werd. Net voor de verkiezingen stapte Hynes Landveld van de Nationale Ontwikkelings Partij met zijn achterban over naar De Nieuwe Leeuw. Hij had eerder al met de NOP willen samenwerken in het Mega Front.
Voor de verkiezingen waren verschillende leden het oneens met de gang van zaken binnen het Mega Front. Charles Eiflaar raadde het zijn achterban zelfs aan om niet op hem te kiezen omdat hij dat ook niet zou doen. Uiteindelijk behaalde het Mega Front geen enkele zetel.
In mei 2018 bezocht DNL met acht bussen het partijcongres van de Nationale Partij Suriname in Grun Dyari. DNL wilde met de NPS een samenwerking aangaan als één partij, vergelijkbaar met hoe Democratisch Alternatief '91 dit in de jaren 1990 met succes had gedaan. Ondanks de vrijage, maakte Gregory Rusland  (NPS) toen tijdens het partijcongres bekend dat de NPS de verkiezingen van 2020 alleen in wilde gaan. Een jaar later maakte DNL hetzelfde bekend. Toen presenteerde de partij ook haar 60 pagina's tellende verkiezingsprogramma. In oktober 2019 bleek dat de samenwerking met de NPS nog niet geheel van de baan was. DNL gaat in 2025 de verkiezingen in met een eigen kandidatenlijst.